# Niemiecka Centrala Turystyki
Niemiecka Centrala Turystyki (Deutsche Zentrale für Tourismus - DZT) to narodowa izba turystyki Niemiec z siedzibą główną we Frankfurcie nad Menem. Centrala zajmuje się promowaniem Niemiec jako kraju turystycznego na zlecenie Federalnego Ministerstwa Gospodarki i Technologii (BMWi), które wspiera ją na mocy uchwały niemieckiego Bundestagu. DZT zajmuje się tworzeniem strategii i produktów oraz działaniami marketingowymi w celu dalszego umocnienia pozytywnego wizerunku Niemiec za granicą jako celu podróży oraz wspierania turystyki niemieckiej. DZT posiada 30 przedstawicielstw zagranicznych na całym świecie.

## Przedstawicielstwa zagraniczne
DZT posiada łącznie 30 przedstawicielstw zagranicznych i agencji dystrybucji na całym świecie. Agencje działają przy izbach przemysłowo-handlowych (AHK), jak np. w Warszawie przy Polsko-Niemieckiej Izbie Przemysłowo-Handlowej, lub przy przedstawicielstwach firm będących członkami DZT jak np. Lufthansy.

## Cele i obszar działania
Celem DZT jest wzrost wpływów z podróży w Niemczech oraz stworzenie wizerunku Niemiec jako atrakcyjnego i różnorodnego celu podróży. DZT wraz ze swoimi partnerami zajmuje się zarówno turystyką wypoczynkową (wakacje/urlop), jak i podróżami biznesowymi (targi, kongresy, podróże motywacyjne).
Strategiczne obszary działania:
- Wzmocnienie wizerunku Niemiec jako celu podróży
- Osiągnięcie wzrostu turystyki na poziomie światowym
- Połączenie i turystyczna rozbudowa sieci komunikacyjnej
- Zapewnienie Niemcom pierwszego miejsca w obszarze podróży służbowych
- Dostosowanie działań do socjodemograficznej areny międzynarodowej
- Rozwinięcie i wykorzystanie pod względem turystycznym Niemiec jako celu podróży związanych z kulturą
- Rozwinięcie turystyki zdrowotnej przede wszystkim na arenie krajowej
- Rozwinięcie scenariuszy i produktów podyktowane zmianą klimatu
- Przyspieszenie internacjonalizacji miast i regionów
- Wykorzystanie wielokanałowości w dystrybucji na całym świecie

## Zagadnienia marketingu
DZT zajmuje się na arenie międzynarodowej promowaniem Niemiec, jako celu podróży. Działania są związane z dwoma głównymi trendami: kulturą oraz wypoczynkiem. Co roku wybierane są tematy przewodnie oraz punkty PR związane z konkretnymi wydarzeniami. 
- Tematy roku 2008: Zamki, parki i ogrody
- 2009: Urlop aktywny w Niemczech – styl życia, wycieczki piesze i rowerowe
- 2010: Europejska Stolica Kultury - Ruhr.2010, Miasta kultury w Niemczech
- 2011: Urlop zdrowotny - wellness i spa w Niemczech
- 2012: Niemcy – cel podróży biznesowych oraz Niemcy - kraj natury oraz wina
- 2013: Turystyka młodzieżowa
- 2014: UNESCO - światowe dziedzictwo w Niemczech

## Wydarzenia i jubileusze promowane w Niemczech (Punkty PR)
2011:
- Mistrzostwa świata w piłce nożnej kobiet
- 125-lecie motoryzacji
- 200-lecie urodzin Ferenca Liszta

2012:
- wystawa documenta13 w Kassel
- 800-lecie Chóru Tomaszowego z Lipska
- 300-lecie urodzin Fryderyka Wielkiego

2013:
- 200 lat baśni dla dzieci i domu - Bracia Grimm
- 200-lecie urodzin Richarda Wagnera
- 150-lecie urodzin Henry van de Velde
- 50-lecie podpisania Traktatu Elizejskiego

## Kanały dystrybucji
- DZT prezentuje Niemcy jako cel podróży na czołowych targach międzynarodowych i regionalnych
- co roku DZT organizuje GTM Germany Travel Mart™ - największy worhshop turystyki przyjazdowej w Niemczech dla usługodawców, organizacji marketingowych i biur podróży.
- DZT organizacje na całym świecie seminaria i warsztaty.
- Niemieckie i międzynarodowe biura podróży są bliskimi partnerami DZT.
- Poprzez wyjazdy studyjne DZT informuje międzynarodowych specjalistów z branży turystycznej o Niemczech
- Biura podróży na całym świecie regularnie otrzymują od DZT informacje na temat aktualnych ofert i programów turystyki w Niemczech.